# Madonna col Bambino tra i santi Alberto Carmelitano e Caterina d'Alessandria
La Madonna col Bambino tra i santi Alberto Carmelitano e Caterina d'Alessandria, nota anche come pala di Berlino, è un dipinto a olio su tavola di Floriano Ferramola, datato 1513 e conservato nei depositi del Bode-Museum di Berlino.
La pala, tra i capolavori del pittore, è stata ritenuta distrutta a Berlino nel 1945 per tutta la seconda metà del XX secolo. Solo nel 1996 è stata ritrovata da Massimiliano Capella nei depositi del museo, e da allora ha nuovamente attratto l'interesse degli studiosi.

## Storia
La tavola è firmata e datata al centro del piedistallo del trono della Vergine, con l'iscrizione "OPUS FLORIANI FERAMOLÆ CI.BX. M.D.XIII". La pala viene dipinta dal Ferramola per l'altare della cappella Paitoni, settima della navata destra della chiesa di Santa Maria del Carmine a Brescia, ossia il luogo in cui è segnalata per la prima volta da Francesco Paglia alla fine del XVII secolo, seguito da Leonardo Cozzando nel 1694. In seguito, il dipinto scompare dalle guide cittadine, forse a causa di un cambio di collocazione.
Dopo una cesura di secoli, l'opera riappare nel 1814 nell'inventario della collezione del bresciano Teodoro Lechi. Entrata in seguito nella collezione del banchiere inglese Edward Solly, che confluisce nel 1821 nel Kaiser Friedrich Museum. Nel 1837 viene trasferita nella collezione del museo di Königsberg, ma nel 1884 torna definitivamente nel museo berlinese. In questo luogo è ricordata e citata da Giorgio Nicodemi, Antonio Morassi e György Gombosi durante la prima metà del XX secolo. Dal secondo dopoguerra in poi, la tavola viene data per perduta, distrutta assieme a molte altre opere d'arte durante i bombardamenti di Berlino. Nel 1996, tuttavia, Massimiliano Capella rende noto il ritrovamento dell'opera, effettuato da lui stesso nei depositi del Bode-Museum. Da allora, la pala non è ancora stata esposta e, secondo Capella, è in attesa di un intervento di restauro che risolva l'ingiallimento e le numerose cadute di colore della pellicola pittorica.

## Descrizione
La pala raffigura la Madonna in trono, alto e dotato di baldacchino, con in braccio il Gesù Bambino. A sinistra si trova sant'Alberto da Trapani, mentre a destra santa Caterina d'Alessandria, ognuno con i propri attributi iconografici. I tre interagiscono tra loro attraverso differenti sguardi e atteggiamenti. Sul piedistallo del trono siedono due putti musicanti, mentre sulla pavimentazione si scorgono fiori e petali sparsi. Un ampio e profondo paesaggio collinare completa lo sfondo.

## Stile
La tavola di Berlino è la prima opera certa del Ferramola in ordine di tempo e, per il fatto di essere datata e firmata, ha un ruolo centrale nella produzione del pittore e nella ricostruzione del suo stile artistico. Questo parere è stato condiviso da ogni studioso che ha affrontato criticamente l'opera dall'inizio del XX secolo in poi: Gaetano Panazza, nel 1963, pubblica l'opera nella Storia di Brescia e, pur considerandola perduta, la chiama addirittura "il tout court di Berlino", collocandola subito dopo gli affreschi di palazzo Calini-Della Corte, un punto di svolta nella produzione dell'artista. Panazza considera ancora arcaica la composizione, modulata sulla lezione di Vincenzo Foppa con la Pala della Mercanzia e lo Stendardo di Orzinuovi che sono tuttavia interpretate in modo rigido e appesantito, ma l'influsso di Giovanni Bellini si fa strada nella libera trattazione dei due angioletti, negli ornamenti del piedistallo e nello sfondo, mentre dal Romanino, probabilmente mediato dall'opera di Altobello Melone e il tardo Boccaccino, derivano i riflessi luministici. Panazza, tuttavia, identifica il santo a sinistra con san Domenico, riprendendo una lettura iconografica erronea tramandata dalla critica precedente.
Nel 1986, Mina Gregori considera la pala il capolavoro di Floriano Ferramola insieme all'Annunciazione della chiesa di Santa Maria in Valvendra a Lovere. La studiosa ne sottolinea la "cultura variegata", con influssi soprattutto da Vincenzo Civerchio e Bernardo Zenale, di cui il Ferramola poteva avere esperienza diretta a Brescia, ossia Civerchio con la Deposizione nella chiesa di Sant'Alessandro e il polittico di San Nicola da Tolentino nella chiesa di San Barnaba e Zenale con la Deposizione in San Giovanni Evangelista.
Sempre nel 1986, Francesco Frangi  e considera "indubitabile la grande e sorprendente apertura culturale della tavola in cui le componenti bresciane" derivate dallo Stendardo di Orzinuovi e dalla Pala della Mercanzia del Foppa "si fondono a suggestioni che riconducono allo Zenale e al giovane Luini". Il critico evidenzia poi la somiglianza tra i due angioletti e le due medesime figure nella Madonna col Bambino dello Zenale alla pinacoteca di Brera, seppure confermi l'impostazione ancora quattrocentesca della pala e l'estraneità alla produzione contemporanea del Romanino, e suggerisce in Alessandro Pampurino un altro possibile riferimento artistico. Nel 1991, la pala viene trattata da Rossana Prestini nella monografia dedicata alla chiesa di Santa Maria del Carmine, il quale, come tutti gli altri, la considera "distrutta nel 1945". La studiosa identifica correttamente in sant'Alberto da Trapani il santo sulla sinistra, coerentemente con la dedica della cappella Paitoni dove le antiche guide segnalavano la pala.
Massimiliano Capella, che ritrova la pala a Berlino nel 1996, conferma a sua volta le aperture verso l'arte dello Zenale, nella modellazione larga delle figure, ma anche del cremonese Francesco Casella, come dimostrerebbe chiaramente l'affinità tra questa Santa Caterina d'Alessandria e quella alla Bob Jones University di Greenville. Innegabili anche i richiami al Civerchio nella trattazione del paesaggio e delle vesti. Secondo Capella, quindi, quest'opera rappresenta l'interesse del Ferramola alla sperimentazione dei diversi artisti lombardi a lui contemporanei, da cui attinge più o meno liberamente per creare un'opera di altissimo pregio. Anche Stefania Buganza, nel 1998, è concorde con la critica precedente circa la molteplicità dei riferimenti e ribadisce l'importanza dell'opera nella ricostruzione dello stile del Ferramola. Giudica però solo "esteriore" il richiamo alle pale bresciane del Foppa, mentre per quanto riguarda lo Zenale il principale riferimento sarebbero i Santi domenicani affrescati da questi sui pilastri della chiesa di Santa Maria delle Grazie a Milano ed altre opere dello stesso autore databili al primo decennio del XVI secolo. La Buganza concorda anche con Frangi sugli influssi da Bernardino Luini per la costruzione delle figure solide e monumentali, nonché dell'atmosfera solenne.
Alessandra Corna Pellegrini, nel 2011, pone alcuni accenti sostanzialmente discordi dalla precedente critica. Non vi vede, come prima cosa, evidenti richiami allo stile del Luini, più confacenti per altre opere ferramoliane quali le figure dell'abside della cappella Parva in Santa Maria del Carmine a Brescia. Allo stesso modo, la studiosa non ravvisa l'affinità, proposta da Capella, tra la Santa Caterina d'Alessandria e il dipinto di Greenville. Conferma invece senza dubbio l'influsso di Civerchio e Zenale, e giudica "validissimo" il riferimento ai Santi domenicani delle Grazie di Milano: in particolare, giudica identici il volto di Sant'Alberto da Trapani e quello del Santo sul primo pilastro destro della chiesa. Ritiene anche convincente la citazione di Altobello Melone proposta da Panazza, ravvisata nei "volti ampi dallo sguardo un po' fisso" e nelle larghe e statiche dei due personaggi femminili, sottolineando che Melone era effettivamente presente a Brescia tra la fine del primo decennio del XVI secolo e l'inizio del successivo, come collaboratore del Romanino.